# 38-as busz (Budapest)
A budapesti 38-as jelzésű autóbusz Csepel, Szent Imre tér és Szigetszentmiklós, Szabadság utca között közlekedik. A viszonylat korábban a 38A jelzést viselte, de a 2008-as paraméterkönyv bevezetésével a vonalat átszámozták, menetrendjét összehangolták a 138-as busszal és a Csepeli HÉV-vel.
Éjszaka a 938-as busz közlekedik a vonalon. Kihagyja az Erdősor utca és a Szent Imre tér közötti megállóhelyeket.

## Története
1949. október 24-én „SZ” jelzéssel új autóbuszjárat indult a Boráros tér (csúcsidőn kívül Csepel, Szent Imre tér) és Tököl, Autógyár között, majd december 1-jén a MÁVAUT járatokkal összevonták és a 38-as jelzést kapta. 1955. március 14-én a viszonylat betétjáratot kapott, 38A jelöléssel, mely Csepel, Tanácsház tér és Hárosi iskola között közlekedett. 1957. december 3-án a vonalat megrövidítették Szigethalomig, az új végállomás Csepel, Autógyár lett. 1957. március 1-jétől egyes menetek újra Tökölig jártak, majd 1957. szeptember 1-jén végleg a csepeli autógyárig rövidítették. 1959. december 29-én a 38A buszt meghosszabbították Halásztelek, Kossuth utcáig.
1960. január 25-én számjelzés nélküli gyorsjáratot kapott a Boráros tér és a Csepel, Autógyár között. 1960. április 11-étől egyes menetek hosszabb útvonalon, az autógyár II. számú kapujáig közlekedtek. 1961. január 16-án a hosszabb útvonal megszűnt. 1961. július 17-én a gyorsjárat a GY7-es jelzést kapta. 1964. február 3-án GY14-es jelzéssel újabb gyári járat indult a Moszkva tér és Csepel, Autógyár között. A gyári járatok 1966. július 2-án megszűntek.
1965. november 29-én elindult a 38B jelzésű járat Csepel, Tanácsház tér és a Hárosi iskola között a megszűnt hárosi HÉV-vonal pótlására. 1969. december 1-jén 138-as jelzésű gyorsjáratot is kapott Csepel, Tanácsház tér és az Autógyár között. 1972. október 2-án a 38B jelzésű betétjáratot Lakihegyig hosszabbították. 1977. január 1-jén a 138-as gyorsjárat a 38-as jelzést kapta. 1986. október 31-én a 38B jelzésű járat megszűnt. 1988. április 1-jén elindult a 138-as buszjárat is Csepel, Tanácsház tér és a Hárosi iskola között, majd 1992. január 2-án az 1990-ben átadott hárosi Deák Ferenc hídon át Budatétény, Jókai Mór utcáig hosszabbították. 1992. április 30-án a 38A betétjárat megszűnt, de temetői járatként továbbra is használatban maradt a jelzése, majd 1995. augusztus 1-jén újraindították a Szent Imre tér és Lakihegy között. A temetői járat ekkortól 38B jelzéssel közlekedett. 1995. december 22-én megszűnt a 38-as gyorsjárat, majd szeptember 1-jén az alapjárat is követte, így csak a 38A és a 138-as buszok maradtak meg. Ezt követően Szigethalomig a Volánbusz járatai közlekedtek.
1999. szeptember 9-én a 138-as járat Budatétény Camponáig hosszabbodott. 2002. december 14-étől a 38A és a 138-as buszok betérnek a szigetszentmiklósi Auchan áruházhoz. 2005. szeptember 1-jén 938-as jelzésű éjszakai járat indult a Szent Imre tér és Lakihegy között. 2007. december 1-jén a lakihegyi végállomás neve Lakihegy, Cseresznyés utcára változott. 2008. augusztus 21-én a 38A buszt 38-asra számozták át, útvonala változatlan maradt.
A viszonylatot 2010. augusztus 31-éig mindennap a Budapesti Közlekedési Zrt. üzemeltette, szeptember 1-jétől a hétköznapi meneteket a Volánbusz járművei végezték. A vonalon Ikarus 280, Volvo 7700A és – 2009. október 10-étől már – Van Hool AG300-as típusú buszok is közlekedtek, melyeket a Dél-pesti autóbuszgarázs állított ki. 2010. szeptember 1-jétől a BKV járművek csak hétvégén közlekedtek, míg hétköznap a Volánbusz, a BKV alvállalkozójaként adta rá Mercedes-Benz O405GN2, Ikarus 280, valamint Ikarus C80 típusú járműveit.
2013. március 30-án a 38-as és 138-as járatokon bevezették az első ajtós felszállási rendet.
A vonalat 2014. június 28-ától a Volánbusz üzemelteti. 2014. augusztus 23-ától útvonalát Szigetszentmiklósig hosszabbították, amelyet körbejárva tér vissza Csepelre. A szigetszentmiklósi kört a 238-as busz ellentétes irányban teszi meg.
2014. augusztus 23-án jelentősen átszervezték a 38-as buszcsaládot, a 38-as és a 938-as járatot Szigetszentmiklósig hosszabbították, ahol körforgalomban jár. Az ellenkező irányban az új 238-as busz jár. Újraindult betétjáratként a Lakihegyig közlekedő 38A. Új járatok indultak 278-as, 279-es és 280-as jelzéssel különböző útvonalakon.
A 38B jelzési temetői járat 2016. november 1-jén megszűnt.
2018. július 11-étől szeptember 16-áig a Massányi Károly úti útépítési munkálatok miatt terelt útvonalon közlekedett, nem érintette az Áruházi bekötőút és a Lakihegy, Cseresznyés utca közötti megállóhelyeket. Az Auchan Sziget áruház és a Massányi úti lakópark megállók között a Csepeli elkerülő úton és a Csepel-szigeti gerincúton járt. Ez idő alatt Lakihegy a 38A busszal, illetve a 688-as és a 690-es járattal volt elrhető.

## Útvonala
| Szigetszentmiklós, Szabadság utca felé |
| Csepel, Szent Imre tér vá. – Károli Gáspár utca – Szent Imre tér – II. Rákóczi Ferenc út – Szigetszentmiklós, Auchan bekötőút – Auchan áruház, forduló – Auchan bekötőút – II. Rákóczi Ferenc út – Massányi Károly út – Petőfi Sándor utca – Szabadság utca, forduló – Petőfi Sándor utca – Árpád utca – Tököli út – Ifjúság útja – Gyári út – Bajcsy-Zsilinszky út – Tököli út – Szebeni utca, forduló – Tököli út – Dobó István utca – Ősz utca – Széchenyi utca – Petőfi Sándor utca – Szigetszentmiklós, Szabadság utca mh. |
| Csepel, Szent Imre tér felé |
| Szigetszentmiklós, Szabadság utca mh. – Petőfi Sándor utca – Massányi Károly út – II. Rákóczi Ferenc út – Auchan bekötőút – Auchan áruház, forduló – Auchan bekötőút – Budapest, II. Rákóczi Ferenc út – Szent Imre tér – Vermes Miklós utca – Kiss János altábornagy utca – Csepel, Szent Imre tér vá. |

## Megállóhelyei
Az átszállási kapcsolatok között a 38A és a 238-as buszok nincsenek feltüntetve, mert ugyanazon az útvonalon közlekednek. A 38A Lakihegy, Cseresznyés utcáig közlekedik, a 238-as busz pedig Szigetszentmiklóst az ellenkező irányban kerüli meg.
| 0                                                                                            | Csepel, Szent Imre tér végállomás        | 90 | 35, 36, 38A, 71, 138, 148, 151, 152, 159, 179, 278 688, 690                          | Autóbusz-állomás (Szent Imre tér), HÉV-állomás, XXI. kerületi Önkormányzat, Okmányiroda, XXI. kerületi Rendőrkapitányság |
| ∫                                                                                            | Kiss János altábornagy utca              | 89 | 38A, 71, 138, 152, 159, 179, 278 688, 690                                            | |
| 2                                                                                            | Szent Imre tér H                         | 87 | 35, 36, 38A, 71, 138, 148, 151, 152, 159, 179, 278 672, 673, 674, 675, 676, 688, 690 | Autóbusz-állomás (Vermes Miklós utca), HÉV-állomás, XXI. kerületi Önkormányzat, Okmányiroda                              |
| 3                                                                                            | Karácsony Sándor utca H                  | 85 | 36, 38A, 71, 138, 148, 159, 179, 278 672, 673, 674, 675, 676, 688, 690               | HÉV-állomás |
| 5                                                                                            | Csepel H                                 | 83 | 38A, 138, 278 672, 673, 674, 675, 676, 688, 690                                      | Csepel Plaza, HÉV-állomás, II. számú posta                                                                               |
| 7                                                                                            | Erdősor utca                             | 81 | 38A, 138, 159, 278 673, 674, 690                                                     | |
| 8                                                                                            | Vas Gereben utca                         | 79 | 38A, 138, 278 673, 674, 690                                                          | Tesco áruház |
| 9                                                                                            | Tejút utca                               | 78 | 38A, 138, 278 672, 673, 674, 675, 676, 688, 690                                      | Óvoda, Iskola, Gimnázium                                                                                                 |
| 11                                                                                           | Csepeli temető                           | 76 | 38A, 138, 278 672, 673, 674, 675, 676, 690                                           | Csepeli temető |
| 13                                                                                           | Fácánhegyi utca                          | 75 | 38A, 138, 278 673, 674, 675, 676, 690                                                | Hárosi iskola |
| 14                                                                                           | Szilvafa utca                            | 72 | 38A, 138, 278 690                                                                    | |
| 15                                                                                           | Almafa utca                              | 71 | 38A, 138, 278 690                                                                    | |
| 16                                                                                           | Vízművek lakótelep                       | 70 | 38A, 138, 278 690                                                                    | |
| Budapest–Szigetszentmiklós közigazgatási határa                                              |                                          |    |                                                                                      | |
| 17                                                                                           | Hárosi Csárda                            | 68 | 38A, 138, 278, 279, 279B, 280, 280B 690                                              | |
| Auchan Sziget áruházat ünnepnapokon nem érinti.                                              |                                          |    |                                                                                      | |
| 19                                                                                           | Auchan Sziget áruház                     | 67 | 38A, 138, 279, 279B, 280, 280B 690                                                   | Auchan Sziget Áruház, Bauhaus áruház                                                                                     |
| 21                                                                                           | Áruházi bekötőút                         | 66 | 138, 279, 279B, 280, 280B 688, 690, 691                                              | |
| 23                                                                                           | Háros                                    | ∫  | 138, 280, 280B                                                                       | |
| Budapest bérlet érvényességi határvonala (2001-ig Csepel és Lakihegy falu határvonala volt.) |                                          |    |                                                                                      | |
| 24                                                                                           | Gát utca                                 | 65 | 279, 279B, 280, 280B 689, 690                                                        | |
| 25                                                                                           | Lacházi fogadó                           | 64 | 279, 279B, 280, 280B 690                                                             | |
| 27                                                                                           | Lakihegy, Cseresznyés utca               | 63 | 279, 279B 689, 690                                                                   | Orvosi rendelő, ALDI áruház, Óvoda, Autóbusz-forduló                                                                     |
| 31                                                                                           | Massányi úti lakópark                    | 57 | 278, 279, 279B, 280, 280B                                                            | |
| 32                                                                                           | Szigetszentmiklós, Szabadság utca        | ∫  | 278, 279, 279B, 280, 280B 689, 691                                                   | |
| 33                                                                                           | Kölcsey Ferenc utca                      | ∫  | 279B                                                                                 | |
| 34                                                                                           | Lehel utca                               | ∫  | 279B                                                                                 | |
| 36                                                                                           | Szigetszentmiklós, városháza             | ∫  | 279, 279B, 280, 280B 672, 673, 674, 675, 676, 678, 682, 683, 684, 689, 691           | Polgármesteri Hivatal |
| 37                                                                                           | Városi Könyvtár                          | ∫  | 279, 279B 672, 673, 674, 682, 683, 684                                               | Városi Könyvtár |
| 39                                                                                           | Miklós Pláza                             | ∫  | 279, 279B 672, 673, 674                                                              | Miklós Pláza |
| 41                                                                                           | József Attila utca                       | ∫  | 279, 279B, 280, 280B 672, 673, 674, 675, 676, 689, 691                               | |
| 42                                                                                           | Váci Mihály utca (József Attila-telep H) | ∫  | 279, 279B, 280, 280B 682, 683, 684                                                   | HÉV-állomás |
| 43                                                                                           | Jókai utca                               | ∫  | 279, 279B, 280, 280B 682, 683, 684                                                   | |
| 44                                                                                           | Akácfa körút                             | ∫  | 279, 279B, 280, 280B                                                                 | |
| 45                                                                                           | Tamási Áron utca                         | ∫  | 279, 279B, 280, 280B                                                                 | |
| 46                                                                                           | Miklós tér                               | ∫  | 279, 279B, 280, 280B                                                                 | |
| 48                                                                                           | Szebeni utca                             | ∫  | 279, 279B, 280, 280B 682, 683                                                        | Szigetszentmiklósi Ádám Jenő Általános Iskola és Alapfokú Művészeti Iskola, Városi Sportcsarnok                          |
| 51                                                                                           | Nap utca (óvoda)                         | ∫  | 279, 279B, 280, 280B                                                                 | |
| 54                                                                                           | Ősz utca                                 | ∫  | 279, 279B, 280, 280B                                                                 | |
| 55                                                                                           | Ady Endre utca                           | ∫  | 279, 279B, 280, 280B                                                                 | |
| 56                                                                                           | Szigetszentmiklós, Szabadság utca        | 56 | 278, 279, 279B, 280, 280B 689, 691                                                   | |

## Fotógaléria

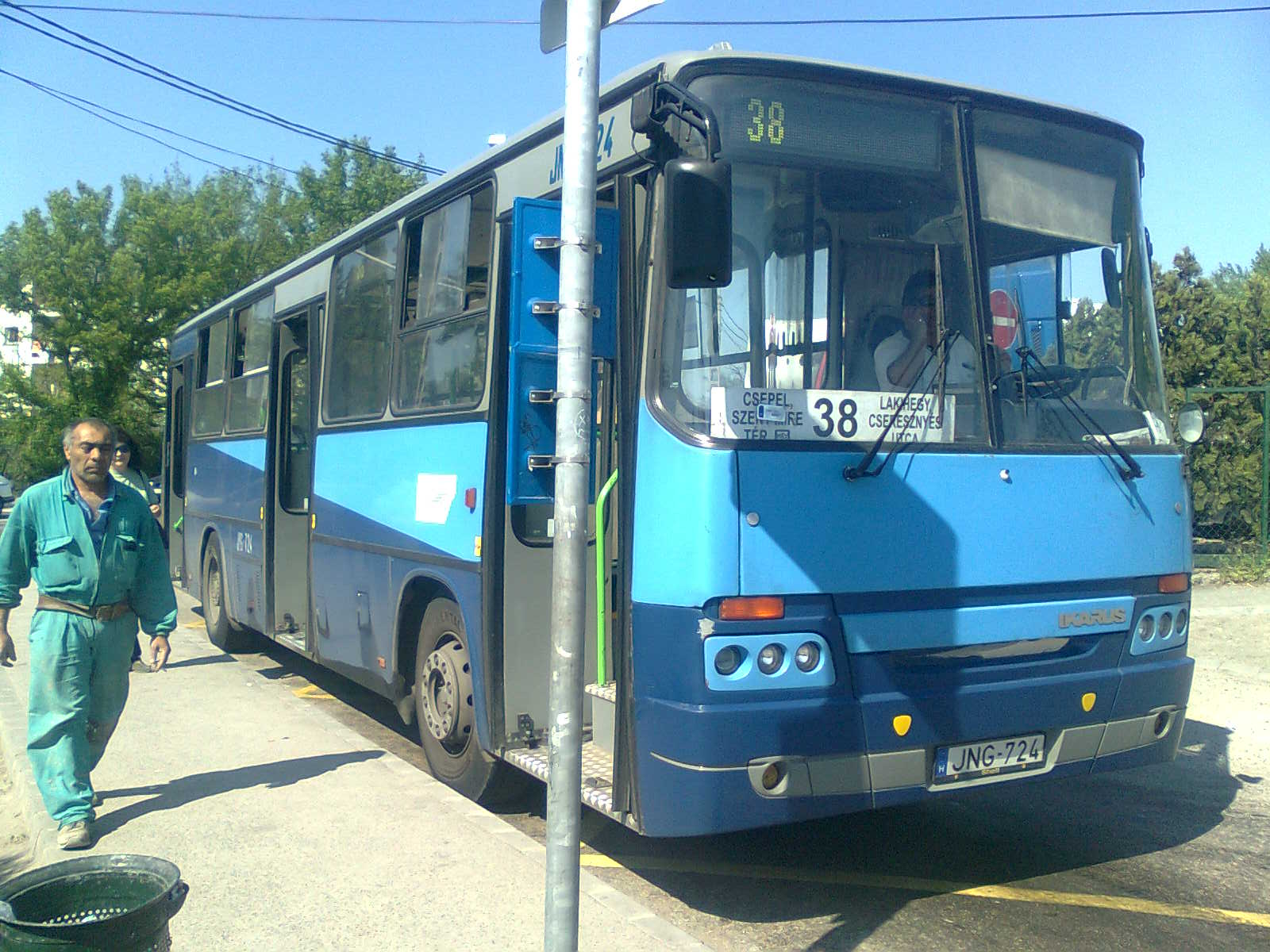
Ikarus 260E típusú, a BKV Zrt. tulajdonában lévő busz a 38-as busz Lakihegyi végállomásán (2010.04.30.)
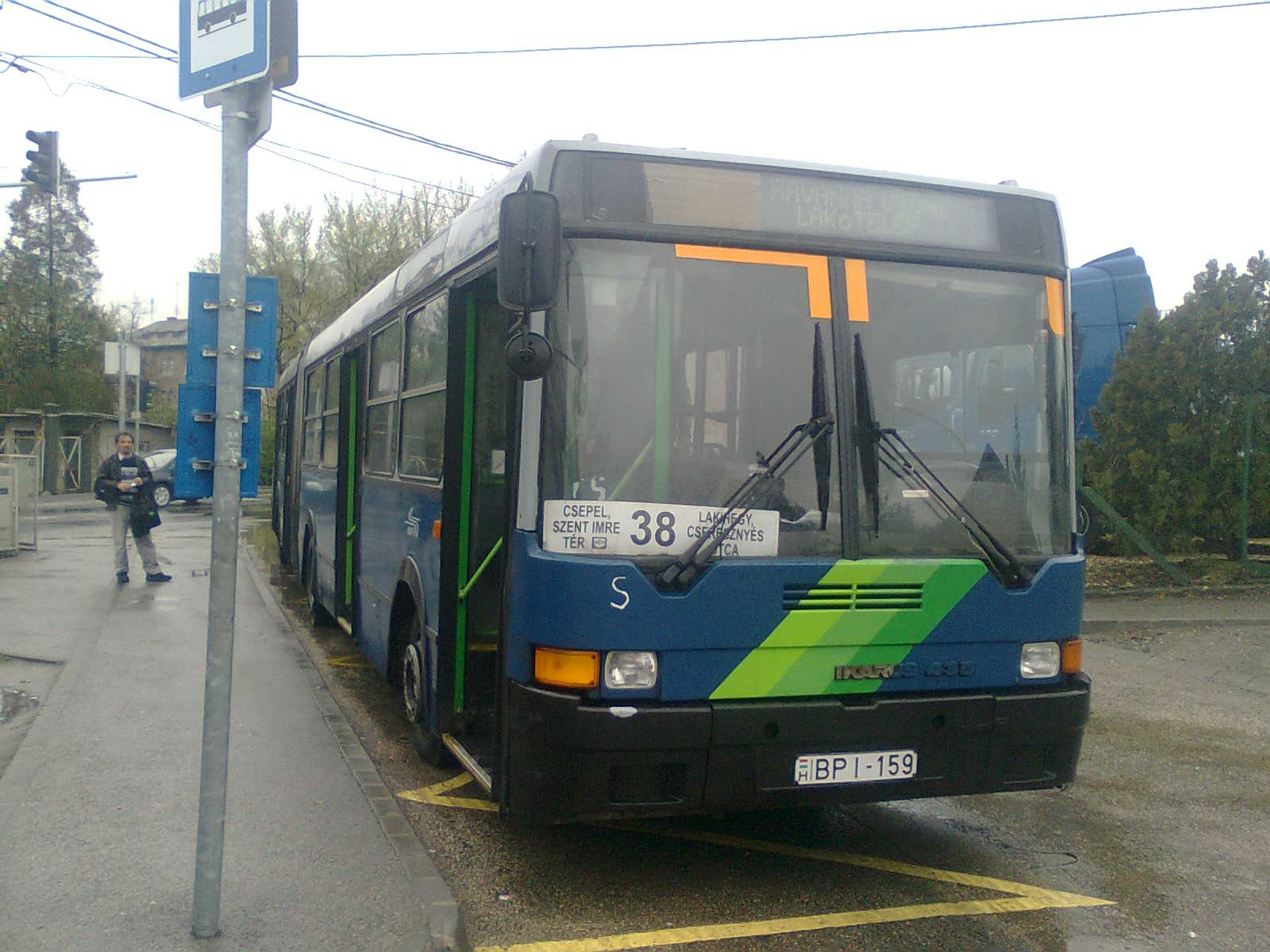
Egy Ikarus 435-ös típusú busz a 38-as vonalán (2010.04.20.)
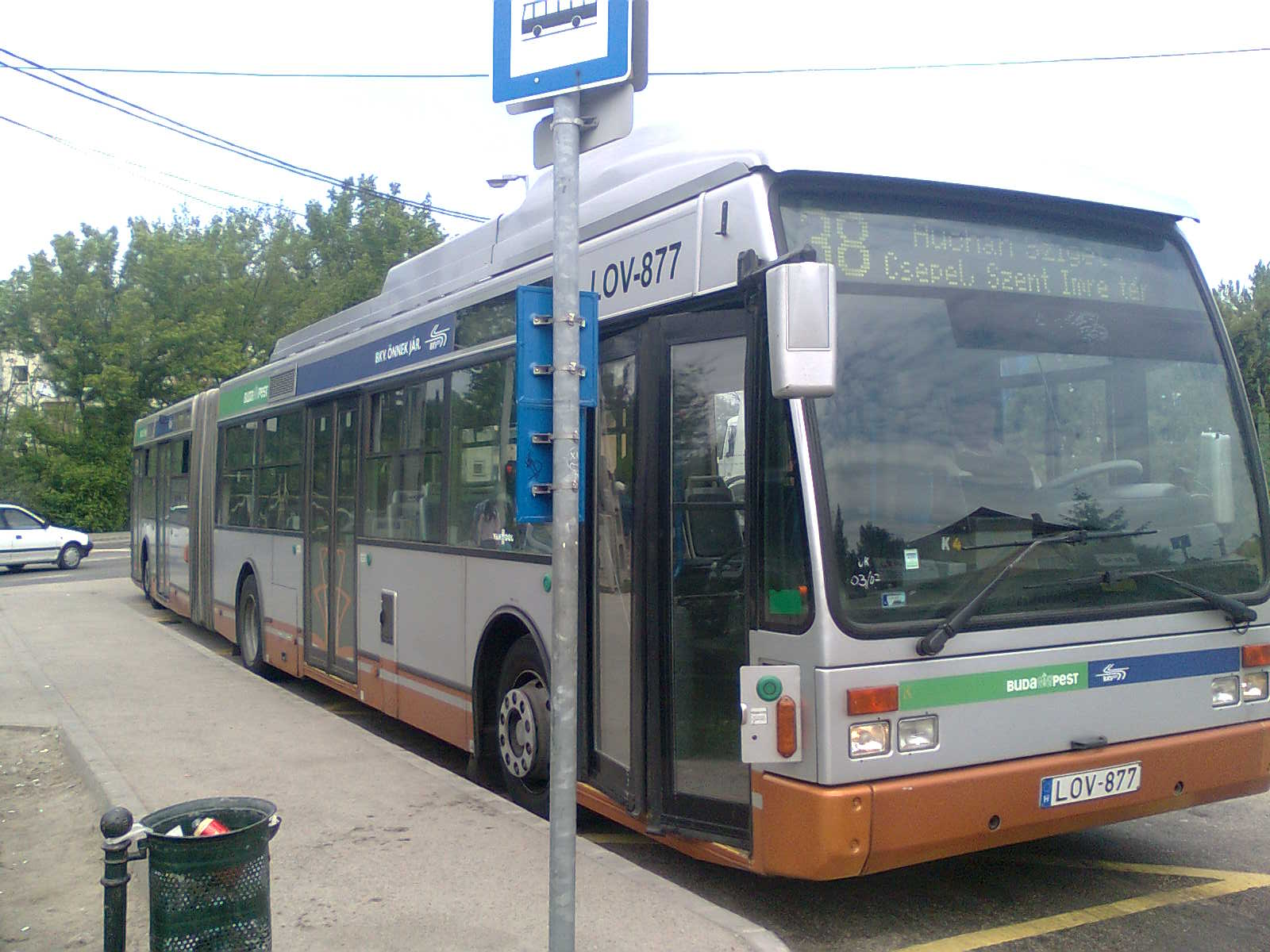
A Van Hool AG300-as típusú busz 38-as jelzéssel Lakihegyen (2010.04.26.)
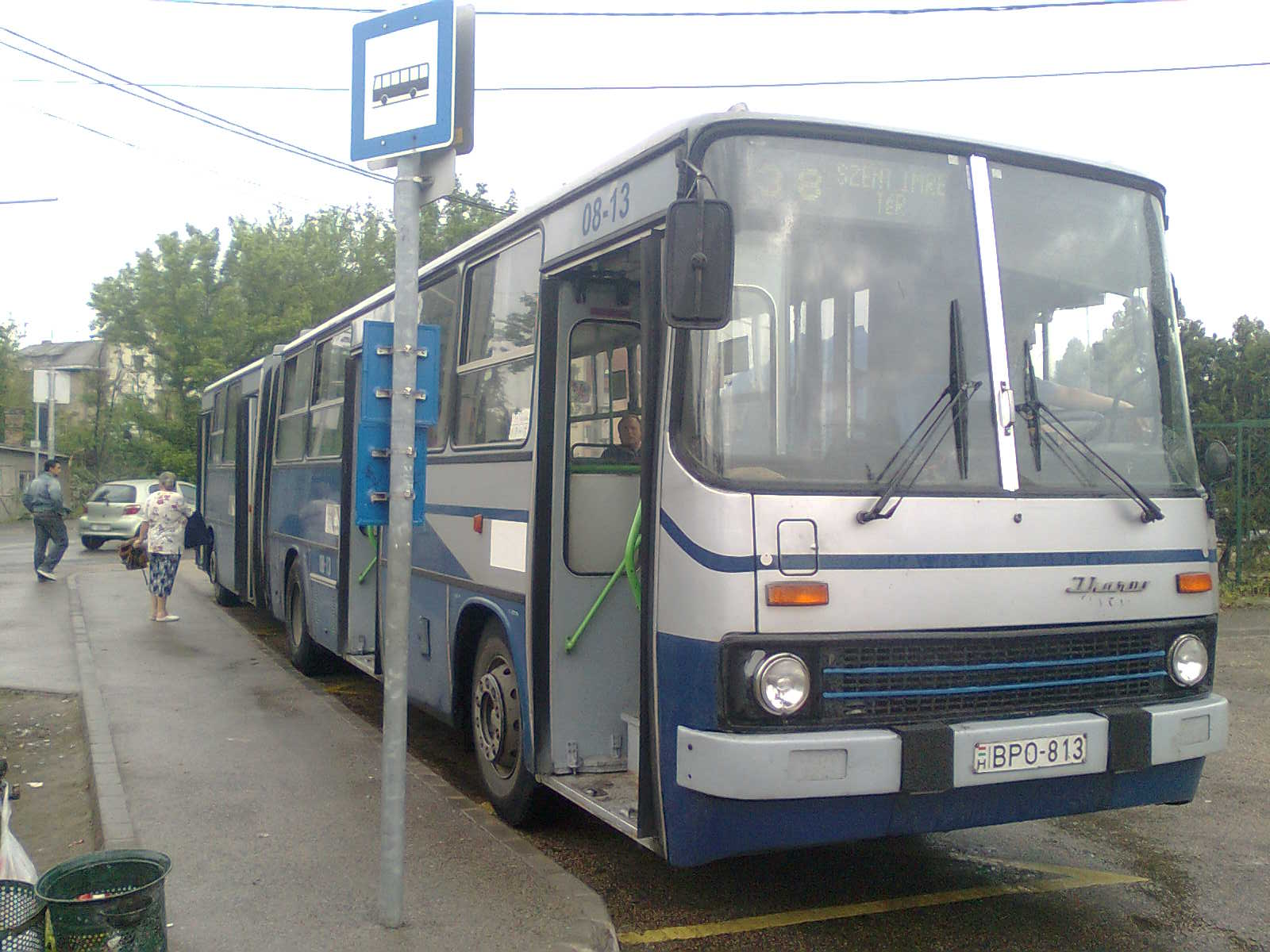
A 38-as busz végállomásán várakozó Ikarus 280-as (2010.04.26.)
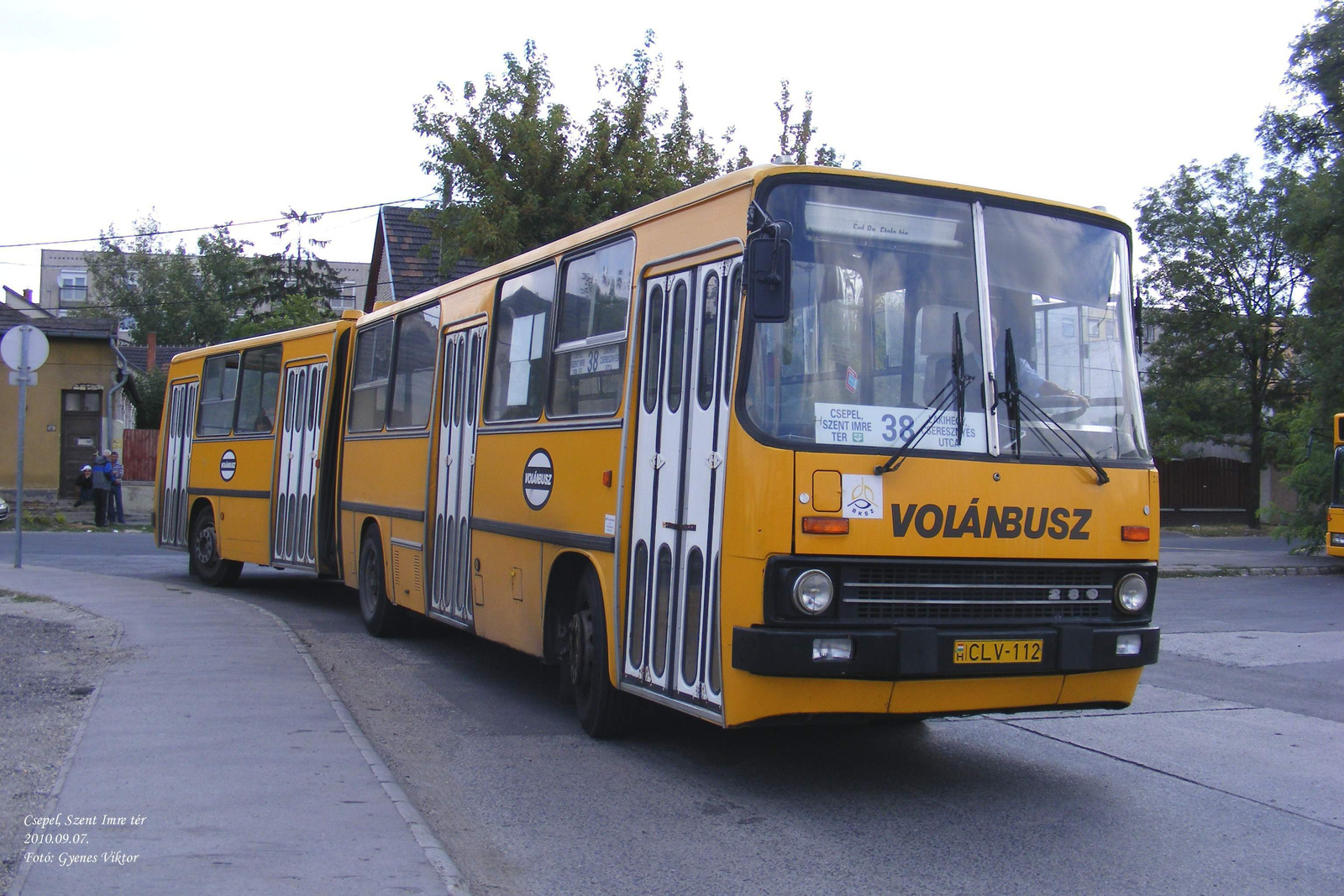
Járműhiány miatt a Volánbusz buszai is jártak a vonalon (2010.09.07.)
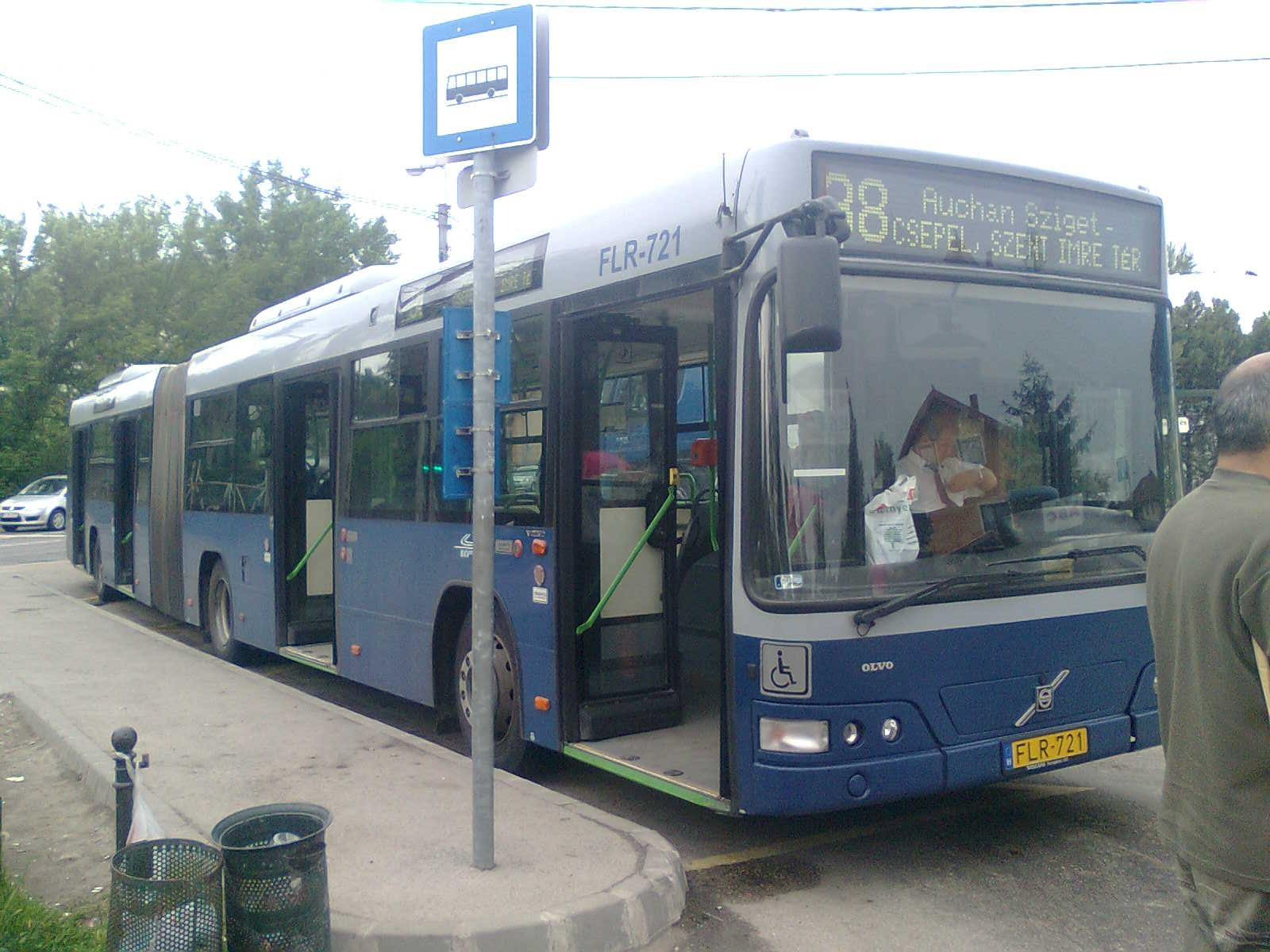
Volvo 7700A típusú csuklós busz a Lakihegyi végállomáson (2010.05.22.)